# ایگور انگنگا
ایگور انگنگا (انگلیسی: Igor Engonga؛ زادهٔ ۴ ژانویهٔ ۱۹۹۵) بازیکن فوتبال اهل گینه استوایی است.
از باشگاه‌هایی که در آن بازی کرده‌است می‌توان به باشگاه فوتبال سلتاویگو اشاره کرد.
وی همچنین در تیم ملی فوتبال گینه استوایی بازی کرده‌است.